# 酒井忠久
酒井 忠久（さかい ただひさ、昭和21年（1946年）5月3日 - ）は、酒井左衛門尉家22代当主、公益財団法人致道博物館名誉館長。公益財団法人日本美術刀剣保存協会会長。
妻は酒井天美、長女は大沼賀世、長男は酒井忠順、父は酒井忠明、祖父は酒井忠良、叔父は酒井忠治、曾祖父は酒井忠篤、高祖父は酒井忠発。

## 来歴・人物
旧庄内藩主 酒井家21代当主・酒井忠明の長男として生まれる。成蹊大学卒業後、帰郷。地元企業に会社員として勤務する。
1980年代初頭、父から松ヶ岡開墾場内に「先人を顕彰する記念館をつくってくれ」と懇願され、連日、羽黒町松ヶ岡（現：鶴岡市）の現地に出向き、老朽化した大蚕室の修復整備に取り組み、一番蚕室に記念館をオープンさせた。さらに、周囲に店も無かったため二番蚕室に食堂を新設。運営会社も新たに立ち上げた。また妻である天美も賑わい創出の一助となるようギャラリーを開いた。1992年、博物館館長に就任したため夫妻で運営にあたってきた食堂は、その後Uターンして松岡物産社長に就任した長男である忠順がカフェに改装し継承した。
2004年、亡くなった父の跡を継ぎ松ヶ岡開墾場第4代総長に就任した。
2016年8月、任期中の小野裕会長が体調を崩したため、日本美術刀剣保存協会会長を引き継ぎ、第10代会長に就いた。
2023年、致道博物館館長から退き、副館長だった忠順が後任となった。
2024年1月、皇居宮殿松の間で開かれた「歌会始」で、司会役の読師（どくじ）を務め、3月には鶴岡市から名誉市民の称号が贈られる。

## 略歴
- 1946年、出生。
- 1965年、山形県立鶴岡南高等学校を卒業。
- 1969年、成蹊大学政治経済学部を卒業後、松岡協同製糸勤務。
- 1983年
  - 2月、松岡取締役。
  - 3月、鶴岡発條取締役。
- 1992年2月17日、致道博物館館長理事。
- 2003年、学校法人羽黒学園理事。
- 2004年、旧庄内藩主 酒井家22代当主。
- 2010年、松岡物産監査役。
- 2011年、公益財団法人山形美術館評議員。
- 2013年、公益財団法人本間美術館評議員。
- 2015年、荘内銀行社外取締役。
- 2016年、公益財団法人日本美術刀剣保存協会会長。
- 2023年、公益財団法人致道博物館名誉館長。